# Кировский (Московская область)
Кировский — посёлок в Лотошинском районе Московской области России.
Относится к городскому поселению Лотошино, до реформы 2006 года относился к Кировскому сельскому округу. Население — 2334 чел. (2010).
Образован как посёлок совхоза имени Кирова. В соответствии с постановлением Правительства Российской Федерации № 1408 от 21.12.1999 посёлку присвоено наименование Кировский.

## География
Расположен на автодороге Р107 Клин — Лотошино, с юга примыкая к районному центру — посёлку городского типа Лотошино, на правом берегу реки Лоби, впадающей в Шошу. В посёлке 10 улиц. Соседние населённые пункты — посёлок Лотошино, деревни Астренёво, Издетель, Новошино.

## Население
| 2002 | 2006  | 2010  |
| ---- | ----- | ----- |
| 2438 | ↗2556 | ↘2334 |